# مبحص (كعيدنة)

تعديل مصدري - تعديل

مبحص هي إحدى قرى عزلة بني نشر بمديرية كعيدنة التابعة لمحافظة حجة، بلغ تعداد سكانها 188 نسمة حسب تعداد اليمن لعام 2004.